# Sessinia holoxantha
Sessinia holoxantha is een keversoort uit de familie schijnboktorren (Oedemeridae). De wetenschappelijke naam van de soort is voor het eerst geldig gepubliceerd in 1879 door Harold.